# European Championships 2018/Teilnehmer (Deutschland)
| Gelbes Symbol für Goldmedaillen mit stilisierten Olympischen Ringen | Graues Symbol für Silbermedaillen mit stilisierten Olympischen Ringen | Braundes Symbol für Bronzemedaillen mit stilisierten Olympischen Ringen |
| ------------------------------------------------------------------- | --------------------------------------------------------------------- | ----------------------------------------------------------------------- |
| 13                                                                  | 17                                                                    | 23                                                                      |

Deutschland nahm an den European Championships 2018 in Glasgow und Berlin mit insgesamt 293 Athleten und Athletinnen teil.

## Medaillen

### Medaillenspiegel
Die Angabe der Anzahl der Wettbewerbe bezieht sich auf die mit deutscher Beteiligung.
| Rang   | Sportart          | Goldmedaille – Olympiasieger | Silbermedaille – 2. Platz | Bronzemedaille – 3. Platz | Gesamt | Wettbewerbe |
| ------ | ----------------- | ---------------------------- | ------------------------- | ------------------------- | ------ | ----------- |
| 1      | Leichtathletik    | 6                            | 7                         | 6                         | 19     | 44          |
| 2      | Radsport (Bahn)   | 3                            | 4                         | 5                         | 12     | 21          |
| 3      | Schwimmen         | 2                            | 4                         | 4                         | 10     | 45          |
| 4      | Wasserspringen    | 1                            | 2                         | 5                         | 8      | 13          |
| 5      | Rudern            | 1                            | —                         | —                         | 1      | 08          |
| 6      | Radsport (Straße) | —                            | —                         | 3                         | 3      | 04          |
| Gesamt | Gesamt            | 13                           | 17                        | 23                        | 53     |             |

### Medaillengewinner

#### Gold
| Name | Sportart        | Wettkampf                 |
| --- | --------------- | ------------------------- |
| Johannes Weißenfeld Felix Wimberger Max Planer Torben Johannesen Jakob Schneider Malte Jakschik Richard Schmidt Hannes Ocik Martin Sauer | Rudern          | Achter                    |
| Lisa Brennauer | Radsport (Bahn) | Einer-Verfolgung          |
| Stefan Bötticher | Radsport (Bahn) | Keirin                    |
| Domenic Weinstein | Radsport (Bahn) | Einer-Verfolgung          |
| Florian Wellbrock | Schwimmen       | 1500 m Freistil           |
| Jacob Heidtmann Marius Zobel Reva Foos Isabel Marie Gose (im Vorlauf) Annika Bruhn (im Finale)                                           | Schwimmen       | 4 × 200-m-Freistilstaffel |
| Gesa Felicitas Krause | Leichtathletik  | 3000 m Hindernis          |
| Lou Massenberg Tina Punzel | Wasserspringen  | 3 m Synchronspringen      |
| Malaika Mihambo | Leichtathletik  | Weitsprung                |
| Christin Hussong | Leichtathletik  | Speerwurf                 |
| Mateusz Przybylko | Leichtathletik  | Hochsprung                |
| Thomas Röhler | Leichtathletik  | Speerwurf                 |
| Arthur Abele | Leichtathletik  | Zehnkampf                 |

#### Silber
| Name                                                             | Sportart        | Wettkampf                      |
| ---------------------------------------------------------------- | --------------- | ------------------------------ |
| Stefan Bötticher                                                 | Radsport (Bahn) | Sprint                         |
| Joachim Eilers                                                   | Radsport (Bahn) | Zeitfahren                     |
| Anna Knauer                                                      | Radsport (Bahn) | Ausscheidungsrennen            |
| Theo Reinhardt Roger Kluge                                       | Radsport (Bahn) | Zweier-Mannschaftsfahren       |
| Christina Schwanitz                                              | Leichtathletik  | Kugelstoßen                    |
| Gina Lückenkemper                                                | Leichtathletik  | 100 m                          |
| Pamela Dutkiewicz                                                | Leichtathletik  | 100 m Hürden                   |
| Kristin Gierisch                                                 | Leichtathletik  | Dreisprung                     |
| Nadine Müller                                                    | Leichtathletik  | Diskuswurf                     |
| Andreas Hofmann                                                  | Leichtathletik  | Speerwurf                      |
| Fabian Heinle                                                    | Leichtathletik  | Weitsprung                     |
| Lena Hentschel Tina Punzel                                       | Wasserspringen  | 3 m Synchronspringen           |
| Maria Kurjo Lou Massenberg                                       | Wasserspringen  | Mixed 3 m und 10 m Kombination |
| Sarah Köhler                                                     | Schwimmen       | 1500 m Freistil                |
| Leonie Antonia Beck                                              | Schwimmen       | 5 km Freiwasser                |
| Philip Heintz                                                    | Schwimmen       | 200 m Lagen                    |
| Leonie Antonia Beck Sarah Köhler Sören Meißner Florian Wellbrock | Schwimmen       | 4 × 1250-m-Freiwasserstaffel   |

#### Bronze
| Name | Sportart          | Wettkampf                 |
| --- | ----------------- | ------------------------- |
| Miriam Welte | Radsport (Bahn)   | Zeitfahren                |
| Henning Mühlleitner | Schwimmen         | 400 m Freistil            |
| Lisa Brennauer | Radsport (Straße) | Straßenrennen             |
| Emma Hinze Miriam Welte | Radsport (Bahn)   | Teamsprint                |
| Charlotte Becker Lisa Brennauer Mieke Kröger Gudrun Stock                                                                                               | Radsport (Bahn)   | Mannschaftsverfolgung     |
| Stefan Bötticher Joachim Eilers Timo Bichler | Radsport (Bahn)   | Teamsprint                |
| Tina Punzel | Wasserspringen    | 3 m Brett                 |
| Florian Fandler Christina Wassen | Wasserspringen    | 10 m Synchronspringen     |
| Patrick Hausding Lars Rüdiger | Wasserspringen    | 3 m Synchronspringen      |
| Maria Kurjo Elena Wassen | Wasserspringen    | 10 m Synchronspringen     |
| Rob Muffels | Schwimmen         | 10 km Freiwasser          |
| Maria Kurjo | Wasserspringen    | 10 m Turm                 |
| Cindy Roleder | Leichtathletik    | 100 m Hürden              |
| Lisa-Marie Kwayie Gina Lückenkemper Tatjana Pinto Rebekka Haase                                                                                         | Leichtathletik    | 4 × 100-m-Staffel         |
| Marie-Laurence Jungfleisch | Leichtathletik    | Hochsprung                |
| Shanice Craft | Leichtathletik    | Diskuswurf                |
| David Storl | Leichtathletik    | Kugelstoßen               |
| Maximilian Schachmann | Radsport (Straße) | Zeitfahren                |
| Carolin Schäfer | Leichtathletik    | Siebenkampf               |
| Lisa Brennauer | Radsport (Straße) | Straßenrennen             |
| Trixi Worrack | Radsport (Straße) | Zeitfahren                |
| Annika Bruhn Reva Foos Isabel Marie Gose Sarah Köhler (im Finale) Marie Pietruschka (im Vorlauf)                                                        | Schwimmen         | 4 × 200-m-Freistilstaffel |
| Fabian Schwingenschlögl Marius Kusch Christian Diener (im Finale) Damian Wierling (im Finale) Jan-Philip Glania (im Vorlauf) Philip Heintz (im Vorlauf) | Schwimmen         | 4 × 100-m-Lagenstaffel    |

## Teilnehmer nach Sportarten

### Golf
| Athleten                           | Wettbewerb     | Gruppenphase                              | Gruppenphase | Halbfinale    | Halbfinale    | Finale        | Finale        | Rang |
| Athleten                           | Wettbewerb     | Gegner                                    | Ergebnis     | Zeit          | Rang          | Zeit          | Rang          | Rang |
| ---------------------------------- | -------------- | ----------------------------------------- | ------------ | ------------- | ------------- | ------------- | ------------- | ---- |
| Frauen                             |                |                                           |              |               |               |               |               |      |
| Olivia Cowan Karolin Lampert       | Teamwettbewerb | Céline Herbin / Astrid Vayson de Pradenne | 3&4          | ausgeschieden | ausgeschieden | ausgeschieden | ausgeschieden | 16   |
| Olivia Cowan Karolin Lampert       | Teamwettbewerb | Johanna Gustavsson / Julia Engström       | 3&2          | ausgeschieden | ausgeschieden | ausgeschieden | ausgeschieden | 16   |
| Olivia Cowan Karolin Lampert       | Teamwettbewerb | Justine Dreher / Manon Molle              | 1 UP         | ausgeschieden | ausgeschieden | ausgeschieden | ausgeschieden | 16   |
| Isabell Gabsa Leticia Ras-Anderica | Teamwettbewerb | Manon de Roey / Chloe Leurquin            | 5&3          | ausgeschieden | ausgeschieden | ausgeschieden | ausgeschieden | 5    |
| Isabell Gabsa Leticia Ras-Anderica | Teamwettbewerb | Laura Davies / Georgia Hall               | 3&4          | ausgeschieden | ausgeschieden | ausgeschieden | ausgeschieden | 5    |
| Isabell Gabsa Leticia Ras-Anderica | Teamwettbewerb | Noemi Jimenez / Silvia Banon              | 1 UP         | ausgeschieden | ausgeschieden | ausgeschieden | ausgeschieden | 5    |

### Leichtathletik
Laufen und Gehen 
| Athleten                                                                                             | Wettbewerb        | Vorlauf     | Vorlauf | Halbfinale    | Halbfinale    | Finale        | Finale        | Rang          |
| Athleten                                                                                             | Wettbewerb        | Zeit        | Rang    | Zeit          | Rang          | Zeit          | Rang          | Rang          |
| --- | ----------------- | ----------- | ------- | ------------- | ------------- | ------------- | ------------- | ------------- |
| Frauen                                                                                               |                   |             |         |               |               |               |               |               |
| Gina Lückenkemper                                                                                    | 100 m             | –           | –       | 10,98 s       | 2             | 10,98 s       | 2             | Silber        |
| Lisa Marie Kwayie                                                                                    | 100 m             | 11,30 s     | 1       | 11,36 s       | 5             | ausgeschieden | ausgeschieden | 14            |
| Tatjana Pinto                                                                                        | 100 m             | –           | –       | 11,26 s       | 3             | ausgeschieden | ausgeschieden | 9             |
| Laura Müller                                                                                         | 200 m             | 23,06 s     | 1       | 22,87 s       | 8             | 23,08 s       | 8             | 8             |
| Rebekka Haase                                                                                        | 200 m             | 23,44 s     | 1       | 23,42 s       | 17            | ausgeschieden | ausgeschieden | 17            |
| Jessica-Bianca Wessolly                                                                              | 200 m             | –           | –       | 23,26 s       | 12            | ausgeschieden | ausgeschieden | 12            |
| Nadine Gonska                                                                                        | 400 m             | 52,54 s     | 5       | ausgeschieden | ausgeschieden | ausgeschieden | ausgeschieden | 25            |
| Christina Hering                                                                                     | 800 m             | 2:01,57 min | 7       | 2:04,04 min   | 6             | ausgeschieden | ausgeschieden | 14            |
| Caterina Granz                                                                                       | 1500 m            | 4:11,46 min | 9       | –             | –             | ausgeschieden | ausgeschieden | 18            |
| Diana Sujew                                                                                          | 1500 m            | 4:12,08 min | 10      | –             | –             | ausgeschieden | ausgeschieden | 19            |
| Konstanze Klosterhalfen                                                                              | 5000 m            | –           | –       | –             | –             | 15:03,73 min  | 4             | 4             |
| Denise Krebs                                                                                         | 5000 m            | –           | –       | –             | –             | 16:07,98 min  | 14            | 14            |
| Anna Gehring                                                                                         | 10.000 m          | –           | –       | –             | –             | DNF           | DNF           | DNF           |
| Alina Reh                                                                                            | 10.000 m          | –           | –       | –             | –             | 32:28,48 min  | 4             | 4             |
| Natalie Tanner                                                                                       | 10.000 m          | –           | –       | –             | –             | 33:22,21 min  | 14            | 14            |
| Fabienne Amrhein                                                                                     | Marathon          | –           | –       | –             | –             | 2:33:44 h     | 11            | 11            |
| Katharina Heinig                                                                                     | Marathon          | –           | –       | –             | –             | 2:35:00 h     | 16            | 16            |
| Laura Hottenrott                                                                                     | Marathon          | –           | –       | –             | –             | DNF           | DNF           | DNF           |
| Pamela Dutkiewicz                                                                                    | 100 m Hürden      | –           | –       | 12,71 s       | 1             | 12,72 s       | 2             | Silber        |
| Franziska Hofmann                                                                                    | 100 m Hürden      | 13,23 s     | 5       | ausgeschieden | ausgeschieden | ausgeschieden | ausgeschieden | 23            |
| Ricarda Lobe                                                                                         | 100 m Hürden      | 13,03 s     | 1       | 12,90 s       | 3             | 13,00 s       | 5             | 5             |
| Cindy Roleder                                                                                        | 100 m Hürden      | –           | –       | 12,83 s       | 1             | 12,77 s       | 3             | Bronze        |
| Elena Burkard                                                                                        | 3000 m Hindernis  | 9:34,63 min | 4       | –             | –             | 9:29,76 min   | 6             | 6             |
| Gesa Felicitas Krause                                                                                | 3000 m Hindernis  | 9:33,51 min | 3       | –             | –             | 9:19,80 min   | 1             | Gold          |
| Antje Möldner-Schmidt                                                                                | 3000 m Hindernis  | 9:52,79 min | 14      | –             | –             | ausgeschieden | ausgeschieden | 27            |
| Jana Sussmann                                                                                        | 3000 m Hindernis  | 9:41,18 min | 9       | –             | –             | ausgeschieden | ausgeschieden | 18            |
| Lisa-Marie Kwayie Gina Lückenkemper Tatjana Pinto Rebekka Haase                                      | 4 × 100-m-Staffel | 42,34 s     | 2       | –             | –             | 42,23 s       | 3             | Bronze        |
| Nadine Gonska Laura Müller (Finale) Karolina Pahlitzsch Hannah Mergenthaler Corinna Schwab (Vorlauf) | 4 × 400-m-Staffel | 3:31,77 min | 3       | –             | –             | 3:30,33 min   | 6             | 6             |
| Saskia Feige                                                                                         | 20 km Gehen       | –           | –       | –             | –             | 1:32:57 h     | 16            | 16            |
| Emilia Lehmeyer                                                                                      | 20 km Gehen       | –           | –       | –             | –             | 1:32:36 h     | 14            | 14            |
| Teresa Zurek                                                                                         | 20 km Gehen       | –           | –       | –             | –             | 1:35:58 h     | 20            | 20            |
| Männer                                                                                               |                   |             |         |               |               |               |               |               |
| Lucas Jakubczyk                                                                                      | 100 m             | 10,41 s     | 2       | 10,32 s       | 6             | ausgeschieden | ausgeschieden | 15            |
| Kevin Kranz                                                                                          | 100 m             | 10,41 s     | 5       | ausgeschieden | ausgeschieden | ausgeschieden | ausgeschieden | 25            |
| Julian Reus                                                                                          | 100 m             | 10,37 s     | 2       | 10,37 s       | 5             | ausgeschieden | ausgeschieden | 16            |
| Steven Müller                                                                                        | 200 m             | 20,78 s     | 2       | 20,76 s       | 4             | ausgeschieden | ausgeschieden | 15            |
| Aleixo-Platini Menga                                                                                 | 200 m             | –           | –       | 20,83 s       | 7             | ausgeschieden | ausgeschieden | 20            |
| Robin Erewa                                                                                          | 200 m             | 20,69 s     | 4       | 20,79 s       | 8             | ausgeschieden | ausgeschieden | 18            |
| Patrick Schneider                                                                                    | 400 m             | 46,15 s     | 13      | 46,58 s       | 8             | ausgeschieden | ausgeschieden | 24            |
| Johannes Trefz                                                                                       | 400 m             | 46,53 s     | 19      | ausgeschieden | ausgeschieden | ausgeschieden | ausgeschieden | 28            |
| Benedikt Huber                                                                                       | 800 m             | 1:48,33 min | 4       | ausgeschieden | ausgeschieden | ausgeschieden | ausgeschieden | 23            |
| Christoph Kessler                                                                                    | 800 m             | 1:48,13 min | 8       | ausgeschieden | ausgeschieden | ausgeschieden | ausgeschieden | 21            |
| Marc Reuther                                                                                         | 800 m             | 1:48,37 min | 6       | ausgeschieden | ausgeschieden | ausgeschieden | ausgeschieden | 25            |
| Timo Benitz                                                                                          | 1500 m            | 3:41,01 min | 4       | –             | –             | 3:39,28 min   | 7             | 7             |
| Marius Probst                                                                                        | 1500 m            | 3:42,37     | 8       | ausgeschieden | ausgeschieden | ausgeschieden | ausgeschieden | 17            |
| Homiyu Tesfaye                                                                                       | 1500 m            | 3:49,28 min | 2       | –             | –             | 3:47,83 min   | 13            | 13            |
| Marcel Fehr                                                                                          | 5000 m            | –           | –       | –             | –             | 13:37,66 min  | 18            | 18            |
| Florian Orth                                                                                         | 5000 m            | –           | –       | –             | –             | 13:37,46 min  | 17            | 17            |
| Amanal Petros                                                                                        | 10.000 m          | –           | –       | –             | –             | 29:01,19 min  | 16            | 16            |
| Sebastian Hendel                                                                                     | 10.000 m          | –           | –       | –             | –             | 29:53,45 min  | 24            | 24            |
| Richard Ringer                                                                                       | 10.000 m          | –           | –       | –             | –             | DNF           | DNF           | DNF           |
| Philipp Baar                                                                                         | Marathon          | –           | –       | –             | –             | 2:19:59 h     | 38            | 38            |
| Tom Gröschel                                                                                         | Marathon          | –           | –       | –             | –             | 2:15:48 h     | 11            | 11            |
| Jonas Koller                                                                                         | Marathon          | –           | –       | –             | –             | 2:19:16 h     | 28            | 28            |
| Philipp Pflieger                                                                                     | Marathon          | –           | –       | –             | –             | DNF           | DNF           | DNF           |
| Sebastian Reinwand                                                                                   | Marathon          | –           | –       | –             | –             | 2:19:46 h     | 33            | 33            |
| Marcus Schöfisch                                                                                     | Marathon          | –           | –       | –             | –             | 2:22:57 h     | 46            | 46            |
| Erik Balnuweit                                                                                       | 110 m Hürden      | 13,55 s     | 1       | 13,59 s       | 16            | ausgeschieden | ausgeschieden | 16            |
| Alexander John                                                                                       | 110 m Hürden      | 13,69 s     | 6       | DSQ           | DSQ           | ausgeschieden | ausgeschieden | ausgeschieden |
| Gregor Traber                                                                                        | 110 m Hürden      | –           | –       | 13,26 s       | 3             | 13,46 s       | 5             | 5             |
| Luke Campbell                                                                                        | 400 m Hürden      | –           | –       | 49,20 s       | 3             | ausgeschieden | ausgeschieden | 9             |
| Martin Grau                                                                                          | 3000 m Hindernis  | 8:33.81     | 17      | ausgeschieden | ausgeschieden | ausgeschieden | ausgeschieden | 17            |
| Johannes Motschmann                                                                                  | 3000 m Hindernis  | 8:51.65     | 26      | ausgeschieden | ausgeschieden | ausgeschieden | ausgeschieden | 26            |
| Kevin Kranz Patrick Domogala Julian Reus Lucas Jakubczyk                                             | 4 × 100-m-Staffel | DNF         | DNF     | –             | –             | ausgeschieden | ausgeschieden | ausgeschieden |
| Patrick Schneider (Finale) Torben Junker Fabian Dammermann Johannes Trefz Marvin Schlegel (Vorlauf)  | 4 × 400-m-Staffel | 3:03,37 min | 6       | –             | –             | 3:04,69 min   | 8             | 6             |
| Nils Brembach                                                                                        | 20 km Gehen       | –           | –       | –             | –             | 1:21:25 h     | 5             | 5             |
| Christopher Linke                                                                                    | 20 km Gehen       | –           | –       | –             | –             | 1:21:35 h     | 13            | 13            |
| Hagen Pohle                                                                                          | 20 km Gehen       | –           | –       | –             | –             | 1:22:33 h     | 8             | 8             |
| Carl Dohmann                                                                                         | 50 km Gehen       | –           | –       | –             | –             | 3:50:27 h     | 5             | 5             |
| Karl Junghannß                                                                                       | 50 km Gehen       | –           | –       | –             | –             | DSQ           | DSQ           | DSQ           |
| Nathaniel Seiler                                                                                     | 50 km Gehen       | –           | –       | –             | –             | 3:54,08 min   | 8             | 8             |

 Springen und Werfen 
| Athleten                   | Wettbewerb     | Qualifikation | Qualifikation | Finale        | Finale        | Rang          |
| Athleten                   | Wettbewerb     | Weite/Höhe    | Rang          | Weite/Höhe    | Rang          | Rang          |
| -------------------------- | -------------- | ------------- | ------------- | ------------- | ------------- | ------------- |
| Frauen                     |                |               |               |               |               |               |
| Neele Eckhardt             | Dreisprung     | 14,33 m       | 3             | 14,01 m       | 10            | 10            |
| Kristin Gierisch           | Dreisprung     | 14,31 m       | 4             | 14,45 m       | 2             | Silber        |
| Jessie Maduka              | Dreisprung     | 13,94 m       | 15            | ausgeschieden | ausgeschieden | 15            |
| Marie-Laurence Jungfleisch | Hochsprung     | 1,90 m        | 2             | 1,96 m        | 3             | Bronze        |
| Imke Onnen                 | Hochsprung     | 1,90 m        | 7             | 1,82 m        | 14            | 14            |
| Stefanie Dauber            | Stabhochsprung | 4,00 m        | 27            | ausgeschieden | ausgeschieden | 27            |
| Carolin Hingst             | Stabhochsprung | 4,35 m        | 12            | 4,30 m        | 9             | 9             |
| Jacqueline Otchere         | Stabhochsprung | 4,35 m        | 17            | ausgeschieden | ausgeschieden | 17            |
| Malaika Mihambo            | Weitsprung     | 6,71 m        | 3             | 6,75 m        | 1             | Gold          |
| Sosthene Moguenara         | Weitsprung     | 6,54 m        | 17            | ausgeschieden | ausgeschieden | 17            |
| Alexandra Wester           | Weitsprung     | 6,55 m        | 14            | ausgeschieden | ausgeschieden | 14            |
| Shanice Craft              | Diskuswurf     | 61,13 m       | 2             | 62,46 m       | 3             | Bronze        |
| Nadine Müller              | Diskuswurf     | 60,64 m       | 3             | 63,00 m       | 2             | Silber        |
| Claudine Vita              | Diskuswurf     | 59,18 m       | 5             | 61,25 m       | 4             | 4             |
| Sara Gambetta              | Kugelstoßen    | 17,23 m       | 11            | 18,13 m       | 5             | 5             |
| Alina Kenzel               | Kugelstoßen    | 17,46 m       | 7             | 17,26 m       | 9             | 9             |
| Christina Schwanitz        | Kugelstoßen    | 18,83 m       | 1             | 19,19 m       | 2             | Silber        |
| Dana Bergrath              | Speerwurf      | 53,61 m       | 20            | ausgeschieden | ausgeschieden | 20            |
| Christin Hussong           | Speerwurf      | 67,29 m       | 1             | 67,90 m       | 1             | Gold          |
| Katharina Molitor          | Speerwurf      | 58,00 m       | 15            | ausgeschieden | ausgeschieden | 25            |
| Männer                     |                |               |               |               |               |               |
| Max Heß                    | Dreisprung     | 16,32 m       | 15            | ausgeschieden | ausgeschieden | 15            |
| Eike Onnen                 | Hochsprung     | 2,25 m        | 5             | 2,19 m        | 8             | 8             |
| Tobias Potye               | Hochsprung     | 2,21 m        | 16            | ausgeschieden | ausgeschieden | 16            |
| Mateusz Przybylko          | Hochsprung     | 2,25 m        | 1             | 2,35 m        | 1             | Gold          |
| Raphael Holzdeppe          | Stabhochsprung | ohne Höhe     | ohne Höhe     | ausgeschieden | ausgeschieden | ausgeschieden |
| Torben Laidig              | Stabhochsprung | 5,51 m        | 13            | ausgeschieden | ausgeschieden | 13            |
| Bo Kanda Lita Baehre       | Stabhochsprung | 5,51 m        | 15            | ausgeschieden | ausgeschieden | 15            |
| Maximilian Entholzner      | Weitsprung     | 7,46 m        | 26            | ausgeschieden | ausgeschieden | 26            |
| Fabian Heinle              | Weitsprung     | 8,02 m        | 2             | 8,13 m        | 2             | Silber        |
| Julian Howard              | Weitsprung     | 7,64 m        | 19            | ausgeschieden | ausgeschieden | 19            |
| Christoph Harting          | Diskuswurf     | ohne Weite    | ohne Weite    | ausgeschieden | ausgeschieden | ausgeschieden |
| Robert Harting             | Diskuswurf     | 63,29 m       | 7             | 64,33 m       | 6             | 6             |
| Daniel Jasinski            | Diskuswurf     | 60,10 m       | 19            | ausgeschieden | ausgeschieden | 19            |
| David Storl                | Kugelstoßen    | 20,63 m       | 1             | 21,41 m       | 3             | Bronze        |
| Andreas Hofmann            | Speerwurf      | 82,36 m       | 6             | 87,60 m       | 2             | Silber        |
| Thomas Röhler              | Speerwurf      | 85,47 m       | 2             | 89,47 m       | 1             | Gold          |
| Johannes Vetter            | Speerwurf      | 87,39 m       | 1             | 83,27 m       | 5             | 5             |

 Mehrkampf 
| Athletinnen        | 100 m Hürden | 100 m Hürden | Hochsprung | Hochsprung | Kugelstoßen | Kugelstoßen | 200 m    | 200 m  | Weitsprung | Weitsprung | Speerwurf | Speerwurf | 800 m      | 800 m  | Punkte | Rang   |
| Athletinnen        | Zeit (s)     | Punkte       | Höhe (m)   | Punkte     | Weite (m)   | Punkte      | Zeit (s) | Punkte | Weite (m)  | Punkte     | Weite (m) | Punkte    | Zeit (min) | Punkte | Punkte | Rang   |
| ------------------ | ------------ | ------------ | ---------- | ---------- | ----------- | ----------- | -------- | ------ | ---------- | ---------- | --------- | --------- | ---------- | ------ | ------ | ------ |
| Siebenkampf Frauen |              |              |            |            |             |             |          |        |            |            |           |           |            |        |        |        |
| Mareike Arndt      | 13,64        | 1030         | 1,64       | 783        | 14,65       | 837         | 23,61    | 1018   | 5,91       | 822        | 42,58     | 717       | DNF        | DNF    | DNF    | DNF    |
| Louisa Grauvogel   | 12,97        | 1129         | 1,76       | 928        | 11,97       | 659         | 23,10    | 1069   | 6,15       | 896        | 43,29     | 731       | DNF        | DNF    | DNF    | DNF    |
| Carolin Schäfer    | 13,33        | 1075         | 1,79       | 966        | 14,12       | 802         | 23,75    | 1005   | 6,24       | 924        | 53,73     | 932       | 2:14,65    | 989    | 6602   | Bronze |

| Athleten         | 100 m    | 100 m | Weitsprung | Weitsprung | Kugelstoßen | Kugelstoßen | Hochsprung | Hochsprung | 400 m    | 400 m | 110 m Hürden | 110 m Hürden | Diskuswurf | Diskuswurf | Stabhochsprung | Stabhochsprung | Speerwurf | Speerwurf | 1500 m      | 1500 m | Punkte | Rang |
| Athleten         | Zeit (s) | Pkte. | Weite (m)  | Pkte.      | Weite (m)   | Pkte.       | Höhe (m)   | Pkte.      | Zeit (s) | Pkte. | Zeit (s)     | Pkte.        | Weite (m)  | Pkte.      | Höhe (m)       | Pkte.          | Weite (m) | Pkte.     | Zeit (min)  | Pkte.  | Punkte | Rang |
| ---------------- | -------- | ----- | ---------- | ---------- | ----------- | ----------- | ---------- | ---------- | -------- | ----- | ------------ | ------------ | ---------- | ---------- | -------------- | -------------- | --------- | --------- | ----------- | ------ | ------ | ---- |
| Zehnkampf Männer |          |       |            |            |             |             |            |            |          |       |              |              |            |            |                |                |           |           |             |        |        |      |
| Arthur Abele     | 10,86    | 892   | 7,42       | 915        | 15.64       | 829         | 1,93       | 740        | 48,01    | 909   | 13,94        | 982          | 45,42      | 775        | 4,60           | 790            | 68,10     | 860       | 4:30,84 min | 739    | 8431   | Gold |
| Mathias Brugger  | 11,05    | 850   | ohne Weite | 0          | 15,92       | 846         | 1,96       | 767        | 47,86    | 916   | 14,63        | 895          | DNF        | DNF        | DNF            | DNF            | DNF       | DNF       | DNF         | DNF    | DNF    | DNF  |
| Niklas Kaul      | 11,36    | 782   | 7,20       | 862        | 13.85       | 719         | 2,08       | 878        | 49,28    | 848   | 14,78        | 876          | 46,30      | 794        | 4,70           | 819            | 67,72     | 855       | 4:23,67     | 787    | 8220   | 4    |

### Radsport

#### Bahn
| Athleten                                                  | Wettbewerb            | Qualifikation | Qualifikation | Sechzehntelfinale | Sechzehntelfinale | Achtelfinale  | Achtelfinale  | Viertelfinale | Viertelfinale | Halbfinale    | Halbfinale    | Finals                | Finals        | Rang   |
| Athleten                                                  | Wettbewerb            | Zeit          | Rang          | Zeit              | Rang              | Zeit          | Rang          | Zeit          | Rang          | Zeit          | Rang          | Zeit                  | Rang          | Rang   |
| --------------------------------------------------------- | --------------------- | ------------- | ------------- | ----------------- | ----------------- | ------------- | ------------- | ------------- | ------------- | ------------- | ------------- | --------------------- | ------------- | ------ |
| Frauen                                                    |                       |               |               |                   |                   |               |               |               |               |               |               |                       |               |        |
| Miriam Welte                                              | Sprint                | 11.102 s      | 9             | –                 | –                 | 11.568 s      | 1             | 11.669 s      | 1             | –             | 2             | Platz 3: –            | 4             | 4      |
| Miriam Welte                                              | Zeitfahren            | 34.155 min    | 5             | –                 | –                 | –             | –             | –             | –             | –             | –             | 33.600 min            | 3             | Bronze |
| Lisa Brennauer                                            | Einer-Verfolgung      | 3:28.152 min  | 1             | –                 | –                 | –             | –             | –             | –             | –             | –             | 3:26.879 min          | 1             | Gold   |
| Gudrun Stock                                              | Einer-Verfolgung      | 3:34.775 min  | 6             | ausgeschieden     | ausgeschieden     | ausgeschieden | ausgeschieden | ausgeschieden | ausgeschieden | ausgeschieden | ausgeschieden | ausgeschieden         | ausgeschieden | 6      |
| Emma Hinze                                                | Keirin                | –             | 4             | –                 | –                 | –             | –             | –             | 1             | –             | 5             | B-Finale: –           | 5             | 11     |
| Emma Hinze                                                | Sprint                | 10.887        | 1             | –                 | –                 | –             | 2             | ausgeschieden | ausgeschieden | ausgeschieden | ausgeschieden | ausgeschieden         | ausgeschieden | 9      |
| Emma Hinze Miriam Welte                                   | Teamsprint            | 33.024 s      | 2             | –                 | –                 | –             | –             | –             | –             | 33.012        | 3             | Platz 3: 32.981 s     | 3             | Bronze |
| Charlotte Becker Lisa Brennauer Mieke Kröger Gudrun Stock | Mannschaftsverfolgung | 4:25.187 min  | 3             | –                 | –                 | –             | –             | –             | –             | 4:23.754 min  | 3             | Platz 3: 4:23.105 min | 3             | Bronze |
| Männer                                                    |                       |               |               |                   |                   |               |               |               |               |               |               |                       |               |        |
| Stefan Bötticher                                          | Sprint                | 9,722 s       | 1             | –                 | –                 | 10.855 s      | 1             | 10.209 s      | 1             | 10.173 s      | 1             | –                     | 2             | Silber |
| Stefan Bötticher                                          | Keirin                | –             | 1             | –                 | –                 | –             | –             | –             | –             | –             | 2             | –                     | 1             | Gold   |
| Maximilian Dörnbach                                       | Sprint                | 10.004 s      | 13            | 10.347 s          | 1                 | –             | 2             | ausgeschieden | ausgeschieden | ausgeschieden | ausgeschieden | ausgeschieden         | ausgeschieden | 10     |
| Maximilian Dörnbach                                       | Zeitfahren            | 1:01.193 min  | 5             | –                 | –                 | –             | –             | –             | –             | –             | –             | 1:01.166 min          | 5             | 5      |
| Joachim Eilers                                            | Keirin                | –             | 3             | –                 | –                 | –             | –             | –             | 1             | –             | 4             | B-Finale: –           | 1             | 7      |
| Joachim Eilers                                            | Zeitfahren            | 1:00.735 min  | 2             | –                 | –                 | –             | –             | –             | –             | –             | –             | 1:00.361 min          | 2             | Silber |
| Domenic Weinstein                                         | Einer-Verfolgung      | 4:13.073 min  | 1             | –                 | –                 | –             | –             | –             | –             | –             | –             | 4:13,363 min          | 1             | Gold   |
| Leon Rohde                                                | Einer-Verfolgung      | 4:17.878 min  | 8             | ausgeschieden     | ausgeschieden     | ausgeschieden | ausgeschieden | ausgeschieden | ausgeschieden | ausgeschieden | ausgeschieden | ausgeschieden         | ausgeschieden | 8      |
| Stefan Bötticher Joachim Eilers Timo Bichler              | Teamsprint            | 43.429 s      | 2             | –                 | –                 | –             | –             | –             | –             | 43.585 s      | 3             | Platz 3: 43,805 s     | 3             | Bronze |
| Theo Reinhardt Leon Rohde Nils Schomber Domenic Weinstein | Mannschaftsverfolgung | 3:59.627 min  | 6             | –                 | –                 | –             | –             | –             | –             | 3:56.852 min  | 4             | Platz 3: 4:00.007 min | 4             | 4      |

Scratch und Ausscheidungsrennen
| Athleten         | Wettbewerb          | Rang   |
| ---------------- | ------------------- | ------ |
| Frauen           |                     |        |
| Anna Knauer      | Ausscheidungsrennen | Silber |
| Lisa Küllmer     | Scratch             | 11     |
| Männer           |                     |        |
| Maximilian Beyer | Ausscheidungsrennen | 7      |
| Leon Rohde       | Scratch             | 16     |

Mehrkampf
| Athleten         | 250 m fliegend | 250 m fliegend | Punkte- fahren | Punkte- fahren | Ausscheidungsfahren | Ausscheidungsfahren | Scratch | Scratch | Punkte | Rang |
| Athleten         | Punkte         | Rang           | Punkte         | Rang           | Punkte              | Rang                | Punkte  | Rang    | Punkte | Rang |
| ---------------- | -------------- | -------------- | -------------- | -------------- | ------------------- | ------------------- | ------- | ------- | ------ | ---- |
| Omnium Frauen    |                |                |                |                |                     |                     |         |         |        |      |
| Anna Knauer      | 10             | 16             | 0              | 17             | 34                  | 4                   | 32      | 5       | 76     | 11   |
| Omnium Männer    |                |                |                |                |                     |                     |         |         |        |      |
| Maximilian Beyer | 4              | 19             | −20            | 19             | 10                  | 16                  | 10      | 16      | 4      | 19   |

Punkterennen und Zweier-Mannschaftsfahren
| Athleten                   | Wettbewerb               | Qualifikation | Qualifikation | Finale | Finale | Rang   |
| Athleten                   | Wettbewerb               | Punkte        | Rang          | Punkte | Rang   | Rang   |
| -------------------------- | ------------------------ | ------------- | ------------- | ------ | ------ | ------ |
| Frauen                     |                          |               |               |        |        |        |
| Charlotte Becker           | Punkterennen             | –             | –             | 23     | 7      | 7      |
| Anna Knauer Lisa Küllmer   | Zweier-Mannschaftsfahren | –             | –             | 0      | 11     | 11     |
| Männer                     |                          |               |               |        |        |        |
| Theo Reinhardt Roger Kluge | Zweier-Mannschaftsfahren | 9             | 6             | 49     | 2      | Silber |

#### Straße
| Athleten              | Wettbewerb    | Zeit         | Rang   |
| --------------------- | ------------- | ------------ | ------ |
| Frauen                |               |              |        |
| Charlotte Becker      | Straßenrennen | DNF          | DNF    |
| Lisa Brennauer        | Straßenrennen | 3:28:15 h    | Bronze |
| Lisa Brennauer        | Zeitfahren    | 44:40 min    | 14     |
| Kathrin Hammes        | Straßenrennen | 3:32,02 h    | 53     |
| Lisa Klein            | Straßenrennen | 3:32,02 h    | 48     |
| Clara Koppenburg      | Straßenrennen | 3:32,02 h    | 49     |
| Mieke Kröger          | Straßenrennen | DNF          | DNF    |
| Liane Lippert         | Straßenrennen | 3:28:23 h    | 24     |
| Trixi Worrack         | Straßenrennen | 3:32,02 h    | 54     |
| Trixi Worrack         | Zeitfahren    | 42:48 min    | Bronze |
| Männer                |               |              |        |
| John Degenkolb        | Straßenrennen | 5:52:34 h    | 31     |
| Nico Denz             | Straßenrennen | 5:50:27 h    | 9      |
| Joshua Huppertz       | Straßenrennen | 5:52:27 h    | 17     |
| Roger Kluge           | Straßenrennen | DNF          | DNF    |
| Jonas Koch            | Straßenrennen | 5:52:34 h    | 36     |
| Alexander Krieger     | Straßenrennen | 5:52:34 h    | 27     |
| Marcel Meisen         | Straßenrennen | DNF          | DNF    |
| Rick Zabel            | Straßenrennen | 5:52:24 h    | 13     |
| Marco Mathis          | Zeitfahren    | 55:45,23 min | 14     |
| Maximilian Schachmann | Zeitfahren    | 54:06,16 min | Bronze |

#### Mountainbike
| Athleten          | Wettbewerb    | Zeit      | Rang |
| ----------------- | ------------- | --------- | ---- |
| Frauen            |               |           |      |
| Elisabeth Brandau | Cross-Country | 1:35:37 h | 5    |
| Adelheid Morath   | Cross-Country | 1:40,15 h | 16   |
| Männer            |               |           |      |
| Georg Egger       | Cross-Country | 1:34,26 h | 9    |
| Manuel Fumic      | Cross-Country | DNF       | DNF  |
| Martin Gluth      | Cross-Country | 1:37,36 h | 30   |
| Christian Pfäffle | Cross-Country | 1:39,50 h | 37   |
| Ben Zwiehoff      | Cross-Country | 1:35,11 h | 15   |

#### BMX
| Athleten       | Wettbewerb | Vorlauf | Vorlauf | Sechzehntelfinale | Sechzehntelfinale | Achtelfinale  | Achtelfinale  | Viertelfinale | Viertelfinale | Halbfinale    | Halbfinale    | Finale        | Finale        | Rang |
| Athleten       | Wettbewerb | Punkte  | Rang    | Zeit              | Rang              | Zeit          | Rang          | Zeit          | Rang          | Zeit          | Rang          | Zeit          | Rang          | Rang |
| -------------- | ---------- | ------- | ------- | ----------------- | ----------------- | ------------- | ------------- | ------------- | ------------- | ------------- | ------------- | ------------- | ------------- | ---- |
| Frauen         |            |         |         |                   |                   |               |               |               |               |               |               |               |               |      |
| Nadja Pries    | Race       | 14      | 5       | ausgeschieden     | ausgeschieden     | ausgeschieden | ausgeschieden | ausgeschieden | ausgeschieden | ausgeschieden | ausgeschieden | ausgeschieden | ausgeschieden | 17   |
| Männer         |            |         |         |                   |                   |               |               |               |               |               |               |               |               |      |
| Jonas Ballbach | Race       | 9       | 3       | REL               | 8                 | ausgeschieden | ausgeschieden | ausgeschieden | ausgeschieden | ausgeschieden | ausgeschieden | ausgeschieden | ausgeschieden | 40   |
| Luis Brethauer | Race       | 20      | 7       | ausgeschieden     | ausgeschieden     | ausgeschieden | ausgeschieden | ausgeschieden | ausgeschieden | ausgeschieden | ausgeschieden | ausgeschieden | ausgeschieden | 67   |
| Stefan Heil    | Race       | 15      | 6       | ausgeschieden     | ausgeschieden     | ausgeschieden | ausgeschieden | ausgeschieden | ausgeschieden | ausgeschieden | ausgeschieden | ausgeschieden | ausgeschieden | 52   |
| Julian Schmidt | Race       | 9       | 2       | 37,000 s          | 6                 | ausgeschieden | ausgeschieden | ausgeschieden | ausgeschieden | ausgeschieden | ausgeschieden | ausgeschieden | ausgeschieden | 27   |
| Axel Webster   | Race       | DNS     | DNS     | ausgeschieden     | ausgeschieden     | ausgeschieden | ausgeschieden | ausgeschieden | ausgeschieden | ausgeschieden | ausgeschieden | ausgeschieden | ausgeschieden | 70   |
| Liam Webster   | Race       | 17      | 5       | ausgeschieden     | ausgeschieden     | ausgeschieden | ausgeschieden | ausgeschieden | ausgeschieden | ausgeschieden | ausgeschieden | ausgeschieden | ausgeschieden | 50   |

### Rudern
| Athleten | Wettbewerb                  | Vorlauf      | Vorlauf | Hoffnungslauf | Hoffnungslauf | Halbfinale   | Halbfinale | Finale                | Finale | Rang |
| Athleten | Wettbewerb                  | Zeit         | Rang    | Zeit          | Rang          | Zeit         | Rang       | Zeit                  | Rang   | Rang |
| --- | --------------------------- | ------------ | ------- | ------------- | ------------- | ------------ | ---------- | --------------------- | ------ | ---- |
| Frauen |                             |              |         |               |               |              |            |                       |        |      |
| Julia Leiding Frauke Hundeling Julia Lier Constanze Duell                                                                                | Doppelvierer                | 6:38,990 min | 4       | 6:31,670 min  | 4             | –            | –          | B-Finale 6:42,750 min | 3      | 9    |
| Sophie Oksche Frauke Hacker Ida Kruse Alexandra Höffgen                                                                                  | Vierer ohne Steuerfrau      | 6:51,520 min | 2       | –             | –             | –            | –          | 6:47,680 min          | 6      | 6    |
| Marie-Louise Dräger | Leichtgewichts-Einer        | 8:02,980 min | 3       | 7:48,780 min  | 2             | –            | –          | DNS                   | DNS    | 6    |
| Leonie Pless Katrin Thoma | Leichtgewichts-Doppelzweier | 7:20,730 min | 4       | 7:15,020 min  | 3             | –            | –          | B-Finale 7:11,140 min | 1      | 7    |
| Männer |                             |              |         |               |               |              |            |                       |        |      |
| Paul Schröter Laurits Follert | Zweier ohne Steuermann      | 7:07,060 min | 4       | 6:42,020 min  | 2             | 7:08,420 min | 6          | B-Finale 6:40,130 min | 2      | 8    |
| Felix Brummel Nico Merget Peter Kluge Felix Drahotta                                                                                     | Vierer ohne Steuermann      | 6:17,900 min | 4       | 6:03,530 min  | 4             | –            | –          | B-Finale 6:06,660 min | 1      | 7    |
| Johannes Weißenfeld Felix Wimberger Max Planer Torben Johannesen Jakob Schneider Malte Jakschik Richard Schmidt Hannes Ocik Martin Sauer | Achter                      | 5:32,830 min | 1       | –             | –             | –            | –          | 5:27,480 min          | 1      | Gold |
| Lars Wichert | Leichtgewichts-Einer        | 7:23,200 min | 2       | –             | –             | 7:01,690 min | 3          | 7:00,210 min          | 4      | 4    |

### Schwimmen
| Athleten | Wettbewerb                   | Vorlauf      | Vorlauf | Halbfinale    | Halbfinale    | Finale        | Finale        | Rang   |
| Athleten | Wettbewerb                   | Zeit         | Rang    | Zeit          | Rang          | Zeit          | Rang          | Rang   |
| --- | ---------------------------- | ------------ | ------- | ------------- | ------------- | ------------- | ------------- | ------ |
| Frauen |                              |              |         |               |               |               |               |        |
| Annika Bruhn | 200 m Freistil               | 2:00,22 min  | 18      | ausgeschieden | ausgeschieden | ausgeschieden | ausgeschieden | 18     |
| Reva Foos | 200 m Freistil               | 1:59,03 min  | 6       | 1:59,04 min   | 5             | ausgeschieden | ausgeschieden | 10     |
| Isabel Marie Gose | 200 m Freistil               | 1:59,27 min  | 9       | 1:58,76 min   | 4             | 1:58,42 min   | 5             | 5      |
| Isabel Marie Gose | 400 m Freistil               | 4:20,12 min  | 8       | –             | –             | ausgeschieden | ausgeschieden | 16     |
| Marie Pietruschka | 200 m Freistil               | 2:00,50 min  | 20      | ausgeschieden | ausgeschieden | ausgeschieden | ausgeschieden | 20     |
| Sarah Köhler | 400 m Freistil               | 4:09,85 min  | 2       | –             | –             | 4:07,68 min   | 5             | 5      |
| Sarah Köhler | 800 m Freistil               | 8:31,96 min  | 4       | –             | –             | 8:25,91 min   | 4             | 4      |
| Sarah Köhler | 1500 m Freistil              | 16:06,72 min | 2       | –             | –             | 15:57,85 min  | 2             | Silber |
| Sarah Köhler | 25 km Freiwasser             | –            | –       | –             | –             | DNF           | DNF           | DNF    |
| Celine Rieder | 800 m Freistil               | 8:37,85 min  | 11      | –             | –             | ausgeschieden | ausgeschieden | 11     |
| Celine Rieder | 1500 m Freistil              | 16:27,79 min | 8       | –             | –             | 16:26,83 min  | 8             | 8      |
| Lisa Graf | 100 m Rücken                 | 1:01,67 min  | 22      | ausgeschieden | ausgeschieden | ausgeschieden | ausgeschieden | 22     |
| Lisa Graf | 200 m Rücken                 | 2:13,77 min  | 14      | 2:09,32 min   | 5             | 2:08,58 min   | 4             | 4      |
| Laura Riedemann | 100 m Rücken                 | 1:00,77 min  | 14      | 1:00,53 min   | 6             | ausgeschieden | ausgeschieden | 11     |
| Jenny Mensing | 200 m Rücken                 | 2:11,23 min  | 5       | 2:08,92 min   | 4             | 2:10,77 min   | 6             | 6      |
| Jessica Steiger | 100 m Brust                  | 1:08,88 min  | 21      | ausgeschieden | ausgeschieden | ausgeschieden | ausgeschieden | 21     |
| Jessica Steiger | 200 m Brust                  | 2:27,71 min  | 10      | 2:26,84 min   | 3             | 2:27,66 min   | 7             | 7      |
| Aliena Schmidtke | 50 m Schmetterling           | 26,41 s      | 9       | 26,09 s       | 6             | 25,77 s       | 4             | 4      |
| Aliena Schmidtke | 100 m Schmetterling          | 58,89 s      | 10      | 58,42 s       | 3             | 58,90 s       | 8             | 8      |
| Franziska Hentke | 200 m Schmetterling          | 2:08,93 min  | 2       | 2:07,55 min   | 1             | 2:07,75 min   | 4             | 4      |
| Annika Bruhn Reva Foos Johanna Roas Marie Pietruschka                                                                                                   | 4 × 100-m-Freistilstaffel    | 3:40,05 min  | 6       | –             | –             | 3:39,37 min   | 8             | 8      |
| Annika Bruhn Reva Foos Isabel Marie Gose Sarah Köhler (im Finale) Marie Pietruschka (im Vorlauf)                                                        | 4 × 200-m-Freistilstaffel    | 8:01,95 min  | 3       | –             | –             | 7:53,76 min   | 3             | Bronze |
| Laura Riedemann Jessica Steiger Annika Bruhn Aliena Schmidtke (im Finale) Franziska Hentke (im Vorlauf)                                                 | 4 × 100-m-Lagenstaffel       | 4:02,40 min  | 7       | –             | –             | 4:01,10 min   | 7             | 7      |
| Leonie Antonia Beck | 5 km Freiwasser              | –            | –       | –             | –             | 56:17,8 min   | 2             | Silber |
| Leonie Antonia Beck | 10 km Freiwasser             | –            | –       | –             | –             | 1:57,32,6 h   | 9             | 9      |
| Lea Boy | 5 km Freiwasser              | –            | –       | –             | –             | 58:04,0 min   | 12            | 12     |
| Angela Maurer | 25 km Freiwasser             | –            | –       | –             | –             | 5:21:12,5 h   | 4             | 4      |
| Jeannette Spiwoks | 5 km Freiwasser              | –            | –       | –             | –             | 58:24,5 min   | 16            | 16     |
| Jeannette Spiwoks | 10 km Freiwasser             | –            | –       | –             | –             | 2:02:29,0 h   | 21            | 21     |
| Finnia Wunram | 10 km Freiwasser             | –            | –       | –             | –             | 1:56:26,5 h   | 5             | 5      |
| Finnia Wunram | 25 km Freiwasser             | –            | –       | –             | –             | DNF           | DNF           | DNF    |
| Männer |                              |              |         |               |               |               |               |        |
| Damian Wierling | 50 m Freistil                | DNS          | DNS     | DNS           | DNS           | DNS           | DNS           | DNS    |
| Damian Wierling | 100 m Freistil               | 48,93 s      | 9       | 48,96 s       | 5             | ausgeschieden | ausgeschieden | 11     |
| Damian Wierling | 50 m Schmetterling           | 23,56 s      | 8       | 23,34 s       | 4             | 23,46 s       | 7             | 7      |
| Jacob Heidtmann | 200 m Freistil               | 1:48,34 min  | 8       | 1:46,83 min   | 6             | 1:47,26 min   | 8             | 8      |
| Jacob Heidtmann | 400 m Lagen                  | 4:17,77 min  | 8       | –             | –             | 4:16,29 min   | 6             | 6      |
| Henning Mühlleitner | 400 m Freistil               | 3:47,29 min  | 3       | –             | –             | 3:47,18 min   | 3             | Bronze |
| Poul Zellmann | 400 m Freistil               | 3:47,14 min  | 2       | –             | –             | 3:48,97 min   | 7             | 7      |
| Poul Zellmann | 800 m Freistil               | 8:03,07 min  | 20      | –             | –             | ausgeschieden | ausgeschieden | 20     |
| Henning Mühlleitner | 800 m Freistil               | 7:58,77 min  | 18      | –             | –             | ausgeschieden | ausgeschieden | 18     |
| Florian Wellbrock | 800 m Freistil               | 7:53,62 min  | 7       | –             | –             | 7:45,60 min   | 3             | Bronze |
| Florian Wellbrock | 1500 m Freistil              | 14:54,55 min | 3       | –             | –             | 14:36,15 min  | 1             | Gold   |
| Florian Wellbrock | 25 km Freiwasser             | –            | –       | –             | –             | DNF           | DNF           | DNF    |
| Fabian Schwingenschlögl | 50 m Brust                   | 27,49 s      | 12      | 27,16 s       | 7             | 27,29 s       | 7             | 7      |
| Fabian Schwingenschlögl | 100 m Brust                  | 1:00,49 min  | 14      | 1:00,88 min   | 8             | ausgeschieden | ausgeschieden | 15     |
| Max Pilger | 200 m Brust                  | 2:12,84 min  | 19      | ausgeschieden | ausgeschieden | ausgeschieden | ausgeschieden | 19     |
| Christian Diener | 50 m Rücken                  | 24,89 s      | 5       | 25,13 s       | 8             | ausgeschieden | ausgeschieden | 13     |
| Christian Diener | 100 m Rücken                 | 54,63 s      | 11      | 54,10 s       | 3             | 53,92 s       | 7             | 7      |
| Christian Diener | 200 m Rücken                 | 1:57,89 min  | 4       | 1:57,92 min   | 6             | 1:57,05 min   | 4             | 4      |
| Jan-Philip Glania | 100 m Rücken                 | 54,44 s      | 7       | 54,24 s       | 4             | 54,35 s       | 8             | 8      |
| Philip Heintz | 100 m Schmetterling          | 52,76 s      | 15      | 52,41 s       | 13            | ausgeschieden | ausgeschieden | 13     |
| Philip Heintz | 200 m Lagen                  | 2:00,34 min  | 10      | 1:57,56 min   | 1             | 1:57,83 min   | 2             | Silber |
| Johannes Hintze | 400 m Lagen                  | 4:16,18 min  | 5       | –             | –             | 4:14,73 min   | 4             | 4      |
| Marius Kusch | 100 m Schmetterling          | 52,51 s      | 10      | 9 52,23       | 11            | ausgeschieden | ausgeschieden | 11     |
| Ramon Klenz | 100 m Schmetterling          | 53,83 s      | 35      | ausgeschieden | ausgeschieden | ausgeschieden | ausgeschieden | 35     |
| Ramon Klenz | 200 m Schmetterling          | 1:57,91 min  | 13      | 1:57,47 min   | 6             | ausgeschieden | ausgeschieden | 11     |
| Damian Wierling Marius Kusch Peter Varjasi Christoph Fildebrandt                                                                                        | 4 × 100-m-Freistilstaffel    | 3:16,79 min  | 7       | –             | –             | 3:15,12 min   | 7             | 7      |
| Poul Zellmann Marius Zobel Henning Mühlleitner Jacob Heidtmann                                                                                          | 4 × 200-m-Freistilstaffel    | 7:12,75 min  | 4       | –             | –             | 7:09,31 min   | 4             | 4      |
| Fabian Schwingenschlögl Marius Kusch Christian Diener (im Finale) Damian Wierling (im Finale) Jan-Philip Glania (im Vorlauf) Philip Heintz (im Vorlauf) | 4 × 100-m-Lagenstaffel       | 3:35,64 min  | 4       | –             | –             | 3:33,52 min   | 3             | Bronze |
| Marcus Herwig | 5 km Freiwasser              | –            | –       | –             | –             | 53:15,7 min   | 14            | 14     |
| Sören Meißner | 10 km Freiwasser             | –            | –       | –             | –             | 1:49:56,0 h   | 16            | 16     |
| Rob Muffels | 5 km Freiwasser              | –            | –       | –             | –             | 52:55,4 min   | 4             | 4      |
| Rob Muffels | 10 km Freiwasser             | –            | –       | –             | –             | 1:49:33,7 h   | 3             | Bronze |
| Ruwen Straub | 5 km Freiwasser              | –            | –       | –             | –             | 53:14,7 min   | 11            | 11     |
| Alexander Studzinski | 25 km Freiwasser             | –            | –       | –             | –             | 5:01:09,4 h   | 10            | 10     |
| Andreas Waschburger | 10 km Freiwasser             | –            | –       | –             | –             | 1:50:51,5 h   | 20            | 20     |
| Andreas Waschburger | 25 km Freiwasser             | –            | –       | –             | –             | 5:00:30,1 h   | 9             | 9      |
| Mixed |                              |              |         |               |               |               |               |        |
| Damian Wierling Christoph Fildebrandt Reva Foos Marie Pietruschka (im Vorlauf) Annika Bruhn (im Finale)                                                 | 4 × 100-m-Freistilstaffel    | 3:28,17 min  | 5       | –             | –             | 3:26,59 min   | 5             | 5      |
| Jacob Heidtmann Marius Zobel Reva Foos Isabel Marie Gose (im Vorlauf) Annika Bruhn (im Finale)                                                          | 4 × 200-m-Freistilstaffel    | 7:35,16 min  | 3       | –             | –             | 7:28,43 min   | 1             | Gold   |
| Jenny Mensing Fabian Schwingeschlögel Marius Kusch Annika Bruhn                                                                                         | 4 × 100-m-Lagenstaffel       | 3:46,22 min  | 2       | –             | –             | 3:45,82 min   | 5             | 5      |
| Leonie Antonia Beck Sarah Köhler Sören Meißner Florian Wellbrock                                                                                        | 4 × 1250-m-Freiwasserstaffel | –            | –       | –             | –             | 52:35,6 min   | 2             | Silber |

### Synchronschwimmen
| Athleten | Wettbewerb             | Qualifikation | Qualifikation | Finale  | Finale | Rang |
| Athleten | Wettbewerb             | Punkte        | Rang          | Punkte  | Rang   | Rang |
| --- | ---------------------- | ------------- | ------------- | ------- | ------ | ---- |
| Frauen |                        |               |               |         |        |      |
| Marlene Bojer | Einzel Technische Kür  | –             | –             | 79,9606 | 11     | 11   |
| Marlene Bojer | Einzel Freie Kür       | 80,9667       | 12            | 82,1000 | 11     | 11   |
| Marlene Bojer Daniela Reinhardt Michelle Zimmer | Duett Technische Kür   | –             | –             | 78,3425 | 12     | 5    |
| Marlene Bojer Daniela Reinhardt Michelle Zimmer | Duett Freie Kür        | 80,3000       | 12            | 80,6000 | 12     | 20   |
| Johanna Bleyer Marlene Bojer Thora Götting Lisa Königsbauer Daniela Reinhardt Pia Sarnes Sinja Weychardt Michelle Zimmer Delia Artus Daniela Dachtler Lea Kittinger Lisa-Sofie Rinke | Mannschaft Freie Kür   | 76,6333       | 11            | 78,8000 | 10     | 11   |
| Johanna Bleyer Marlene Bojer Thora Götting Lisa Königsbauer Daniela Reinhardt Pia Sarnes Sinja Weychardt Michelle Zimmer Delia Artus Daniela Dachtler Lea Kittinger Lisa-Sofie Rinke | Mannschaft Kombination | –             | –             | 80,3000 | 8      | 6    |

### Triathlon
| Athleten                                                      | Wettbewerb | Schwimmen  | Wechsel    | Radfahren | Wechsel    | Laufen     | Gesamtzeit (h) | Rang |
| Athleten                                                      | Wettbewerb | Zeit (min) | Zeit (min) | Zeit (h)  | Zeit (min) | Zeit (min) | Gesamtzeit (h) | Rang |
| ------------------------------------------------------------- | ---------- | ---------- | ---------- | --------- | ---------- | ---------- | -------------- | ---- |
| Frauen                                                        |            |            |            |           |            |            |                |      |
| Bianca Bogen                                                  | Einzel     | 18:55      | 1:01       | 1:05:44   | 0:28       | 40:50      | 2:06:58        | 24   |
| Nina Eim                                                      | Einzel     | 19:52      | 0:59       | 1:07:47   | 0:27       | 39:08      | 2:08:13        | 28   |
| Anabel Knoll                                                  | Einzel     | 19:19      | 1:02       | 0:43:14   | DNF        | DNF        | DNF            | DNF  |
| Laura Lindemann                                               | Einzel     | 18:44      | 1:01       | 1:05:54   | 0:29       | 35:34      | 2:01:42        | 4    |
| Lena Meißner                                                  | Einzel     | 19:51      | 1:03       | 1:07:45   | 0:27       | 14:10      | DNF            | DNF  |
| Männer                                                        |            |            |            |           |            |            |                |      |
| Gabriel Allgayer                                              | Einzel     | 18:07      | 0:54       | 0:58:48   | 0:25       | 32:23      | 1:50:37        | 19   |
| Jonas Schomburg                                               | Einzel     | 16:51      | 0:52       | 0:57:16   | 0:25       | 34:02      | 1:49:26        | 10   |
| Linus Stimmel                                                 | Einzel     | 16:53      | 1:01       | 0:58:25   | 0:26       | 35:12      | 1:51:57        | 31   |
| Johannes Vogel                                                | Einzel     | 17:55      | 0:58       | 0:58:52   | 0:27       | 35:16      | 1:53:28        | 39   |
| Mixed                                                         |            |            |            |           |            |            |                |      |
| Bianca Bogen Jonas Schomburg Laura Lindemann Gabriel Allgayer | Staffel    | –          | –          | –         | –          | –          | 1:16:36        | 6    |

### Turnen
| Athleten                                                                   | Wettbewerb           | Qualifikation | Qualifikation | Finale        | Finale        | Rang |
| Athleten                                                                   | Wettbewerb           | Punkte        | Rang          | Punkte        | Rang          | Rang |
| -------------------------------------------------------------------------- | -------------------- | ------------- | ------------- | ------------- | ------------- | ---- |
| Frauen                                                                     |                      |               |               |               |               |      |
| Sarah Voss                                                                 | Sprung               | –             | –             | 14,083        | 4             | 4    |
| Kim Bui                                                                    | Stufenbarren         | –             | –             | 14,200        | 4             | 4    |
| Pauline Schäfer                                                            | Schwebebalken        | –             | –             | 12,400        | 6             | 6    |
| Emma Höfele Leah Grießer Kim Bui Pauline Schäfer Sarah Voss                | Mehrkampf Mannschaft | 150,897       | 10            | ausgeschieden | ausgeschieden | 10   |
| Männer                                                                     |                      |               |               |               |               |      |
| Marcel Nguyen                                                              | Boden                | –             | –             | 14,066        | 6             | 6    |
| Marcel Nguyen                                                              | Ringe                | –             | –             | 14,066        | 6             | 6    |
| Nils Dunkel                                                                | Barren               | –             | –             | 14,366        | 4             | 4    |
| Andreas Bretschneider Nils Dunkel Nick Klessing Marcel Nguyen Andreas Toba | Mehrkampf Mannschaft | 246,094       | 3             | 243,629       | 4             | 4    |

### Wasserspringen
| Athleten                         | Wettbewerb               | Qualifikation | Qualifikation | Finale        | Finale        | Rang   |
| Athleten                         | Wettbewerb               | Punkte        | Rang          | Punkte        | Rang          | Rang   |
| -------------------------------- | ------------------------ | ------------- | ------------- | ------------- | ------------- | ------ |
| Frauen                           |                          |               |               |               |               |        |
| Louisa Stawczynski               | 1 m Brett                | 243,20        | 6             | 221,50        | 11            | 11     |
| Tina Punzel                      | 1 m Brett                | 273,70        | 1             | 254,10        | 4             | 4      |
| Tina Punzel                      | 3 m Brett                | 290,05        | 6             | 324,65        | 3             | Bronze |
| Lena Hentschel                   | 3 m Brett                | 236,55        | 13            | ausgeschieden | ausgeschieden | 13     |
| Elena Wassen                     | 10 m Turm                | 264,50        | 6             | 270,40        | 8             | 8      |
| Maria Kurjo                      | 10 m Turm                | 282,35        | 3             | 308,15        | 3             | Bronze |
| Lena Hentschel Tina Punzel       | 3 m Synchronspringen     | –             | –             | 286,80        | 2             | Silber |
| Maria Kurjo Elena Wassen         | 10 m Synchronspringen    | –             | –             | 284,64        | 3             | Bronze |
| Männer                           |                          |               |               |               |               |        |
| Lars Rüdiger                     | 1 m Brett                | 328,20        | 13            | ausgeschieden | ausgeschieden | 13     |
| Patrick Hausding                 | 1 m Brett                | 316,65        | 14            | ausgeschieden | ausgeschieden | 14     |
| Patrick Hausding                 | 3 m Brett                | 371,00        | 7             | 421,10        | 5             | 5      |
| Oliver Homuth                    | 3 m Brett                | 355,25        | 9             | 357,50        | 12            | 12     |
| Timo Barthel                     | 10 m Turm                | 431,95        | 4             | 408,25        | 8             | 8      |
| Florian Fandler                  | 10 m Turm                | 365,15        | 12            | 364,40        | 11            | 11     |
| Patrick Hausding Lars Rüdiger    | 3 m Synchronspringen     | –             | –             | 394,77        | 3             | Bronze |
| Timo Barthel Florian Fandler     | 10 m Synchronspringen    | –             | –             | 360,66        | 4             | 4      |
| Mixed                            |                          |               |               |               |               |        |
| Lou Massenberg Tina Punzel       | 3 m Synchronspringen     | –             | –             | 313,50        | 1             | Gold   |
| Florian Fandler Christina Wassen | 10 m Synchronspringen    | –             | –             | 278,64        | 3             | Bronze |
| Lou Massenberg Maria Kurjo       | 3 m und 10 m Kombination | –             | –             | 352,60        | 2             | Silber |

## Weblink
- offizielle European Championship Website